# Alfredo Binda
Alfredo Binda, född 11 augusti 1902 i Cittiglio, Lombardiet, död 19 juli 1986, var en italiensk tävlingscyklist på 1920- och 30-talet. Han var senare tränare för Gino Bartali och Fausto Coppi. Binda föddes i Cittiglio utanför Varese men växte upp i Frankrike.

## Karriär
Alfredo Binda blev professionell 1922 och fick sitt genombrott 1925. Först vann han etapploppet Giro d'Italia och sedan klassikern Lombardiet runt, två tävlingar han skulle komma att dominera i flera år framöver. Han blev den förste att vinna Giro d'Italia fem gånger – 1925, 1927, 1928, 1929 och 1933 – vilket är rekord för tävlingen. Lombardiet runt vann han 1925, 1926, 1927 och 1931. Bindas dominans i Girot var överväldigande och han vann totalt 41 etapper, ett rekord som slogs först 2003 av Mario Cipollini. Binda bar den rosa ledartröjan under 60 dagar under sin karriär. 1927 vann han 12 av 15 etapper och 1929 vann han 8 raka etapper. Eftersom han var så överlägsen så erbjöds han 1930 pengar för att inte ställa upp i Giro d'Italia. Istället deltog han i Tour de France, där han vann två etapper.
I världsmästerskapen var Binda också framgångsrik. Han vann världsmästerskapens linjelopp tre gånger – 1927, 1930 och 1932 – ett rekord som tangerats av belgarna Rik Van Steenbergen och Eddy Merckx, spanjoren Oscar Freire samt slovaken Peter Sagan. Binda vann även de italienska mästerskapens linjelopp fyra gånger och Milano-Sanremo två gånger.

## Meriter
Giro d'Italia
 Totalseger – 1925, 1927, 1928, 1929, 1933
41 etapper
Tour de France
2 etapper
 Världsmästerskapens linjelopp – 1927, 1930, 1932
 Nationsmästerskapens linjelopp – 1926, 1927, 1928, 1929
Milano–Sanremo – 1929, 1931
Lombardiet runt – 1925, 1926, 1927, 1931
Rom–Neapel–Rom 1926
Nice–Puget–Nice – 1922, 1923, 1924
Marseille–Nice – 1923, 1924
Nice–Annot–Nice – 1923, 1924
Toulon–Nice – 1924
Milano–Modena – 1926
Predappio–Rom – 1928
Forlì–Rom – 1928
Tour du Var – 1923
Tour du Sud-Est – 1924
Giro del Piemonte – 1926, 1927
Giro di Toscana – 1926, 1927
Giro del Veneto – 1928
Giro di Romagna – 1929
Rund um Köln – 1928
Giro della Provincia di Milano – 1926, 1932